# Ive Jerolimov
Ive Jerolimov (ur. 30 sierpnia 1958 w Preku) – piłkarz chorwacki grający na pozycji obrońcy.

## Kariera klubowa
Karierę piłkarską Jerolimov rozpoczął w klubie NK Rijeka. W sezonie 1978/1979 zadebiutował w jego barwach w pierwszej lidze jugosłowiańskiej. W 1979 roku zdobył z Rijeką Puchar Jugosławii (2:1, 0:0 w finale z Partizanem Belgrad). Przez 4 lata był podstawowm zawodnikiem Rijeki i rozegrał w niej 106 meczów, w których strzelił 7 goli.
Latem 1982 roku przeszedł do Hajduka Split. Tam spędził 5 lat, a największe sukcesy osiągnął w latach 1984 i 1987, gdy wygrał Puchar Jugosławii (odpowiednio 2:1 i 0:0 w finale ze Crveną Zvezdą Belgrad oraz 1:1, k. 9:8 z NK Rijeka). W Hajduku zagrał 69 razy i 12 razy zdobywał gola.
W 1987 roku wyjechał do belgijskiego Cercle Brugge. W lidze belgijskiej grał przez dwa lata i w 1989 roku w wieku 31 lat zakończył karierę piłkarską.
| Sezon   | Klub          | Kraj       | Rozgrywki             | Mecze | Bramki |
| ------- | ------------- | ---------- | --------------------- | ----- | ------ |
| 1978/79 | NK Rijeka     | Jugosławia | Prva liga Jugoslavije | 19    | 2      |
| 1979/80 | NK Rijeka     | Jugosławia | Prva liga Jugoslavije | 24    | 1      |
| 1980/81 | NK Rijeka     | Jugosławia | Prva liga Jugoslavije | 32    | 2      |
| 1981/82 | NK Rijeka     | Jugosławia | Prva liga Jugoslavije | 31    | 2      |
| 1982/83 | Hajduk Split  | Jugosławia | Prva liga Jugoslavije | 16    | 4      |
| 1983/84 | Hajduk Split  | Jugosławia | Prva liga Jugoslavije | 19    | 4      |
| 1984/85 | Hajduk Split  | Jugosławia | Prva liga Jugoslavije | 1     | 0      |
| 1985/86 | Hajduk Split  | Jugosławia | Prva liga Jugoslavije | 15    | 1      |
| 1986/87 | Hajduk Split  | Jugosławia | Prva liga Jugoslavije | 18    | 3      |
| 1987/88 | Cercle Brugge | Belgia     | Division I            | 14    | 4      |
| 1988/89 | Cercle Brugge | Belgia     | Division I            | 13    | 2      |

## Kariera reprezentacyjna
W reprezentacji Jugosławii  zadebiutował 27 września 1980 roku w wygranym 2:1 meczu eliminacji do Mistrzostw Świata w Hiszpanii z Danią. W 1982 roku został powołany przez selekcjonera Miljana Miljanicia do kadry na ten turniej. Tam był rezerwowym i nie rozegrał żadnego spotkania. Od 1980 do 1982 roku rozegrał w kadrze narodowej 6 meczów.